# Кампом
Кампом (фр. Campôme, каталонски: Campome) је насељено место у Француској у региону Лангдок-Русијон, у департману Источни Пиринеји.
По подацима из 2011. године у општини је живело 110 становника, а густина насељености је износила 20,91 становника/km².

## Демографија
| 1962. | 1968. | 1975. | 1982. | 1990. | 2011. |
| ----- | ----- | ----- | ----- | ----- | ----- |
| 103   | 104   | 102   | 104   | 121   | 110   |